# Алфдорф
Алфдорф (њем. Alfdorf) општина је у њемачкој савезној држави Баден-Виртемберг. Једно је од 31 општинског средишта округа Ремс-Мур. Према процјени из 2010. у општини је живјело 7.163 становника. Посједује регионалну шифру (AGS) 8119001.

## Географија
Алфдорф се налази у савезној држави Баден-Виртемберг у округу Ремс-Мур. Општина се налази на надморској висини од 487 метара. Површина општине износи 68,5 km².

## Становништво
У самом мјесту је, према процјени из 2010. године, живјело 7.163 становника. Просјечна густина становништва износи 105 становника/km².